# War Ina Babylon
War Ina Babylon är ett reggaealbum i LP-format från 1976 med Max Romeo (född 1947) och producenten Lee Perrys studioband  The Upsetters. Det rankas som Max Romeos bästa album  Det räknas även jämte Police And Thieves med Junior Murvin som ett av den legendariske reggaeproducenten Lee "Scratch" Perrys mästerverk inspelad i hans studio Black Ark. War Ina Babylon är också ett tidsdokument av det blodiga, gängbaserade våldet i det fattiga Jamaica i mitten av 1970-talet.

## It Sipple Out Deh
Max Romeo utvecklade redan på 1960-talet en förmåga att skriva tvetydiga texter, till synes harmlösa men som alla ändå förstår skarpa analyser och frän kritik av samhället, politiken, korruptionen, våldet och kokainhandeln, och från och med att han blev rastafarian även Babylon. Titellåten "War Ina Babylon" hette på singeln 1975 "It Sipple Out Deh" ("det är halt (= farligt) där ute" på jamaican patwa, vilket ordagrant på standardengelska betyder "It is slippery out there"). Låtnamnet ändrades till "War Ina Babylon" när LP:n skulle ut på export till länder vars befolkning inte förstod patwa. Och farligt var det eftersom det var val 1976. Anhängarna till Jamaicas två största partier förvandlade Jamaicas huvudstad Kingston till en krigszon. På ena sidan fanns anhängarna till det vänstersocialdemokratiska Peoples National Party (PNP,) lett av den sittande premiärministern, den demokratiske socialisten Michael Manley (premiärminister 1972-1980 och 1989-1992) som under 1970-talet införde minimilöner, fri gymnasieutbildning, vuxenutbildningsprogram och landägandereformer, men vars politik skrämde de rika på Jamaica och USA, som fruktade att Jamaica skulle bli ett nytt Kuba. På andra sidan fanns anhängarna till det högerliberala Jamaica Labour Party (JLP) med Edward Seaga (premiärminister 1980-1989) som partiledare, Seaga, en före detta affärsman, byggde bostäder och ordnade arbeten åt sina anhängare. "Valarbetarna" var i praktiken kriminella gäng från West Kingston som kontrollerade handeln med tyngre droger, till största delen kokain på väg från Colombia till USA med Jamaica som mellanstation, och som snarare kämpade för att få absolut makt över drogmarknaden än för politiken. Våldet skulle, trots många försök från populära sångare som Max Romeo, Bob Marley, Culture, Ini Kamoze, Burning Spear, Dennis Brown, Gregory Isaacs, Yellowman, Cocoa Tea m.fl. att mana till fred och enhet, på grund av kokainhandeln komma att trappas upp ytterligare under 1980-talet med regelrätta strider med automatvapen på huvudstaden Kingstons gator , , 
PNP byggde från 1960-talet upp gängen Fighting 69, Spanglers och Vikings som ett slags beväpnade valarbetare och JLP styrde Phoenix-gänget, som snart uppgick i det fruktade Dusch Posse. Den verkliga konkurrensen mellan parterna var inte av ideologisk natur utan handlade om pengar från kokainhandeln. Gängen var klanlika och krävde orubblig lojalitet, och i gengäld beskyddade de medlemmarna i klanen eller stammen. Kriget mellan gängen/stammarna kallades av Jamaicas rastafarianer för "stamkrig", tribal war. Även Max Romeo beskriver 1970-talets inbördeskrig på Kingstons gator mellan Vikings och Dusch Posse som ett "stamkrig" – "tribal war":
It sipple out deh!
War inna Babylon,
tribal war inna Babylon
Babylon är de jamaicanska rastafarianernas namn på det Västerland som tog deras afrikanska förfäder som slavar. Begreppet förekommer i otaliga reggaetexter. Jamaica blev under 1970-talet ett av det kalla krigets slagfält, och gängmedlemmarna var soldaterna. 
Mängder med skjutvapen hade förts in i Jamaica från Latinamerika och USA åren innan och gatorna var tidvis hala av blod. Edward Seaga representerade stadsdelen Tivoli Gardens, och har beskyllts för att ha anlitat Lester "Jim Brown" Coke och för CIA:s räkning ha byggt upp Browns gäng Dusch Posse (som hörde hemma i Tivoli Gardens) till den mest fruktade gänget på Jamaica. Manley var positivt inställd till Kuba även om han inte var kommunist, och USA ville inte ha ett vänsterstyrt Jamaica. Manley deklarerade att PNP var socialistiskt och vann valet 1972 med de fattigas röster. Den blodiga konflikten pågick ända in på 1980-talet och den fredskonsert som arrangerades 1978 av fredsaktivister och rastafarianer som Peter Tosh, och där Bob Marley fick Seaga och Manley att skaka hand på scenen, hjälpte inte alls. Seaga blev premiärminister sedan USA underminerat det Manley-styrda Jamaicas ekonomiska politik, men han och CIA förlorade i praktiken kontrollen över Brown och Dusch Posse, och gänget byggde ett internationellt drognätverk som blev ett problem för USA. Man lät mörda Brown på 1990-talet, men hans son, Christopher Dudus Coke, blev ny ledare för Shower Posse efter sin fars död.
Romeo kunde också vara direkt i sin skarpa sociala kritik, som i låten "Uptown Babies", en av många låtar av Romeo som lyfte fram barnens situation:
See the little lad, selling Star?
Shouting; Star news, read the news,
Read the news, read the news.
He is doing it you see,
To help his mummy pay the fee,
For little junior to go to school.
Uptown babies don't cry,
They don't know what hungry is like.
Uptown babies don't cry,
They don't know what suffering is like.
They have mummy and daddy,
Lot's of toys to play with.
Nanny and granny,
Lot's of friends to stay with.
Låten "Chase The Devil" – samtida med "War Ina Babylon" –  har blivit en av Max Romeos mest ihågkomna, och djävulen är mannen med skjutvapen som är ute efter att mörda. Låten finns i många mixade versioner som kan hittas på YouTube:
Lucifer son of the morning,
I'm gonna chase you out of earth!
I'm gonna put on a iron shirt,
and chase satan out of earth
I'm gonna send him to outa space,
to find another race.

## Låtlista
Alla sånger har komponerats av Max Romeo (lyrik och melodi) och av Lee "Scratch" Perry (sound) utom där annat anges:
War Ina BabylonLP från 1976 : (Island)
SIDA A
1. "One Step Forward" - 5:00
2. "Uptown Babies Don't Cry" (Romeo) - 4:55
3. "I Chase the Devil" - 3:25
4. "War Ina Babylon" 4:50

SIDA B
1. "Norman" - 4:45
2. "Stealin'" (Romeo)- 4:35
3. "Tan and See" (Romeo, Perry, L. Brown) - 4:35
4. "Smokey Room" (Romeo, Perry, L. Brown) - 3:00
5. "Smile Out A Style" (Perry) - 3:35

It Sipple Out DehCD med alternativ titel : (Charmax)
1. "One Step Forward"
2. "Uptown Babies"
3. "Chase The Devil"
4. "War In A Babylon"
5. "Norman The Gambler"
6. "Stealing Stealing"
7. "Tan and See"
8. "Smokeyroom"
9. "Smile Out Of Style"
10. "Fire Fe The Vatican"

War Ina BabylonCD med bonusspår (2004) : (Island)
1. "One Step Forward" - 5:11
2. "Uptown Babies Don't Cry" (Romeo) - 4:59
3. "I Chase the Devil" - 3:26
4. "War in a Babylon" - 4:50
5. "Norman" - 4:49
6. "Stealing in the Name of Jah" (Romeo) - 3:05
7. "Tan and See" - 4:34
8. "Smokey Room" - 3:03
9. "Smile Out of Style" - 3:32
10. "Revelation Dub" - 5:00
11. "Norman" (toastversion) (Perry, Romeo, Jah Lloyd) - 8:37
12. "One Step Forward" - 3:36
13. "One Step Dub" - 3:13
14. "War in a Babylon" - 4:49

## Musiker

### Kör
Barry Llewellyn, Earl Morgan, Cynthia Scholas, Marcia Griffiths

### The Upsetters
- Boris Gardiner, Robbie Shakespeare och Winston Wright (bas)
- Mikey Richards, Sly Dunbar och Benbow Creary (trummor)
- Earl "Chinna" Smith, Willie Lindo och Geoffrey Chung (gitarr)
- Winston Wright och Keith Stirling (keyboard)
- Noel "Skully" Simms och Uziah Thompson (perkussion)
- Keith Sterling och Theophieius Beckford (piano)
- Winston Wright och Robbie Lyn (orgel)
- David Madden och Bobby Ellis (trumpet)